# Sydney Leroux
Sydney Rae Leroux Dwyer (født 7. maj 1990) er en professionel fodholdspiller og olympisk guldvinder fra USA. Hun spiller som angriber for Utah Royals FC og før det spillede hun for FC Kansas City i National Women's Soccer League (NWSL). Efter at hun havde repræsenteret Canada på forskellige ungdomslandshold, valgte hun at spille for USAs U/20 kvindefodboldlandshold fra 2008 og i 2012 fik hun debut på USA's seniorlandshold. Leroux har spillet over 75 kampe for A-landsholdet og var en del af truppen som vandt guld ved sommer-OL 2012 i London og ved VM i fodbold for kvinder 2015.